# Наїф Аль-Каді
Наїф Аль-Каді (араб. نايف القاضي; нар. 3 квітня 1979, Саудівська Аравія) — саудівський футболіст, що грав на позиції захисника.
Виступав, зокрема, за клуби «Аль-Аглі» та «Аш-Шабаб», а також національну збірну Саудівської Аравії.

## Клубна кар'єра
У дорослому футболі дебютував 2000 року виступами за команду клубу «Аль-Аглі», в якій провів шість сезонів.
Протягом 2006—2007 років грав в оренді за катарський «Ар-Райян».
У 2007 році перейшов до клубу «Аш-Шабаб», за який відіграв 7 сезонів. Завершив професійну кар'єру футболіста виступами за команду «Аш-Шабаб» у 2014 році.

## Виступи за збірну
У 2003 році дебютував в офіційних матчах у складі національної збірної Саудівської Аравії. Протягом кар'єри у національній команді, яка тривала 7 років, провів у формі головної команди країни 28 матчів, забивши 2 голи.
У складі збірної був учасником кубка Азії з футболу 2004 року у Китаї, чемпіонату світу 2006 року у Німеччині.

## Титули і досягнення
- Переможець Кубка націй Перської затоки: 2003